# Andreas Knudsen
Andreas Knudsen (ur. 23 listopada 1887 w Drammen, zm. 11 lutego 1982 w Oslo) – norweski wioślarz i żeglarz, dwukrotny olimpijczyk, zdobywca srebrnego medalu w regatach na Letnich Igrzyskach Olimpijskich w 1920 roku w Antwerpii.
Na Letnich Igrzyskach Olimpijskich 1920 zdobył srebro w żeglarskiej klasie 6 metrów (formuła 1907). Załogę jachtu Marmi II tworzyli również Einar Torgersen i Leif Erichsen.
Startował także w 1908 w konkurencji wioślarskich ósemek odpadając w ćwierćfinale.